# Rosamund Grosvenor

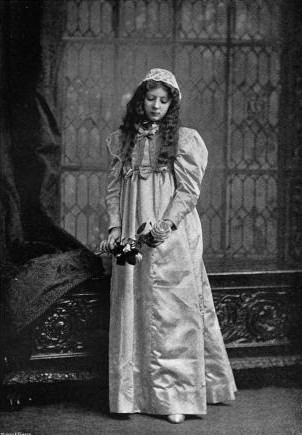
Rosamund Grosvenor

Rosamund Mary Dorothy Grosvenor (Londen, 5 september 1888 - aldaar, 30 juni 1944), was een Engelse dame uit de adellijke kringen, die bekendheid geniet als de eerste echte vriendin van de Engelse schrijfster Vita Sackville-West.
Rosamund was in 1905 een van de debutanten bij het debutantenbal aan het hof van koning Eduard VII op Buckingham Palace.
Ze leefde samen met haar ouders tot 1908 in Seal vlak bij Sevenoaks. Rosamund Grosvenor was de dochter van Honorable Algernon Henry Grosvenor en Catherine Simeon. Ze trouwde op 10 maart 1924 met luitenant-kolonel John Alexander Lynch en samen hadden zij twee kinderen.
Rosamund werd gedood op 30 juni 1944 door een V1-raket in Aldwych street toen ze in een bus zat. Ze was toen 55 jaar en werkte als verpleegster in het Savoy Chapel ziekenhuis in Londen.

## Ouders en adellijke geschiedenis
De stichter van de Engelse Grosvenorfamilie kwam naar Engeland met Willem de Veroveraar. De naam Grosvenor komt voort uit het Franse Grand Veneur en een zekere William Grand Veneur was de jachtmeester van Willem de Veroveraar. Als dank voor zijn diensten aan Willem de Veroveraar kreeg William Grand Veneur bezittingen in Noord-West Engeland (net buiten Chester, waar nu Eaton Hall staat).
De familie Grosvenor was zeer bekend in de Middeleeuwen.
Sir Thomas Grosvenor trouwde in 1677 met Mary Davies, erfgename van 500 acres onontgonnen land aan de buitengrenzen van Londen. Met de groei van Londen werd dit stuk grond de bron van de immense rijkdom van de familie doordat het werd ontwikkeld tot de deftige wijken Mayfair en Belgravia en dat nog steeds de basis van het familiefortuin is. Ten minste 500 wegen, pleinen en gebouwen dragen hun familienaam en titels.
In de loop der eeuwen kregen de opvolgende familieleden titels als Earl, Duke, Marquess en Baron.
De titel van Duke (hertog)was de laatste die was gegeven aan een persoon die niet verbonden was aan de koninklijke familie of reeds hertog was.
De vader van Rosamund was de Honourable Algernon Henry Grosvenor. Algernon Grosvenor was de vijfde zoon van Robert Grosvenor, de eerste Baron van Ebury en die was op zijn beurt weer de zoon van de eerste Markies van Westminster. Haar moeder was Charlotte Arbuthnot Wellesley.

## Rosamund en Vita's ontmoeting
Rosamund was de eerste echte vriendin van Vita Sackville-West. Ze ontmoette Vita toen zij tien en Vita zes jaar oud waren, op een kleine school in Londen, geleid door Mrs Woolf. Later werd ze door Lady Sackville uitgenodigd op Knole, om Vita gezelschap te houden en te troosten gedurende de periode dat Vita's vader "Dada" in het Britse leger diende tijdens de Tweede Boerenoorlog.
Later ging Rosamund naar de ochtendlessen van Vita bij Gouvernante Miss Moss op Knole, waar ze samen de lessen volgden. Rosamund bracht vaak het weekend en andere dagen door op Knole. Zij is twee keer op Sluie geweest en een keer in de Rue Lafitte in Parijs.

## Rosamund's liefde voor Vita
Vita werd verliefd op Rosamund en ging een lange tijd met haar om. Ze deelden vaak het bed op Knole. Vita noemde haar vaak "Roddie" of "Rose", en Rosamund heeft een grote invloed gehad op Vita's geaardheid en de liefde voor vrouwen. Ze werd ook wel de "Rubens-lady" genoemd vanwege haar verschijning.
In 1911 gingen Vita en Rosamund, in het gezelschap van een oude gouvernante naar Florence, waar ze verbleven op Villa Pestelini. Later toen Vita terugkwam van haar vakantie in Italië, was het de beurt aan Rosamund om op vakantie te gaan, Vita schreef in haar dagboek "Nadat Roddie weg was huilde ik, omdat ik haar miste. Vita schreef later "Wat een raar gegeven is het om van een persoon te houden als Roddie.".
Lady Sackville nodigde Rosamund uit op hun villa op Monte Carlo in 1912, Rosamund verbleef hier drie weken. Lady Sackville schreef in haar dagboek " Rosamund is erg aardig en gevoelig", en Vita schreef in haar dagboek "Ik hou zo veel van haar". Vita was toen smoorverliefd op haar. Vita bracht het grootste gedeelte van de dag met Rosamund door, later werd dit op Knole voortgezet. Lady Sackville werd later gek van Rosamund omdat ze dag en nacht op Knole te vinden was.
Vita schreef in haar dagboek "Vreemd hoe weinig ik er om gaf, ze heeft geen persoonlijkheid, daarom" en "De verhouding was oppervlakkig en zuiver fysiek, want eerlijk gezegd vond ik haar dodelijk vervelend, ik was echter wel op haar gesteld, zij had een zacht karakter maar was oliedom".
Toen Vita na een korte ziekte weer beter werd, bloeide de geheime relatie met Rosamund weer op, het werd inniger en verdiepte. Dit gebeurde in hetzelfde huis, The Grove, Watford, waar Vita en Harold sliepen na zijn aanzoek.

## Relatie eindigt
Vita's eerste gedicht ging over Rosamund "A Dancing Elf", toen ze in Villa Pestelini logeerde, dat aan R.G was opgedragen en gedateerd "Florence 1912". De Engelse krant Daily Sketch pikte dit op, en vroeg zich af wie de gelukkige R.G was. Rosamund werd boos toen het mooie gedicht over haar in de krant kwam, en dat het gewone volk het kon lezen.
Rosamund schreef voordat Vita ging trouwen, "Vraag me niet om bij je te komen, dat breng ik niet op. Ik ben er kapot van. Ik voel dat je me ontglipt. Hoe zal ik dit ooit aankunnen. Ik ben ziek van ellende."
Rosamund had nog een andere reden dan Vita's huwelijk alleen om ziek van ellende van te worden. Haar rivale Violet Trefusis lag op grote voorsprong en won op alle fronten aan terrein ten aanzien van Vita's interesse. Ook Vita zelf nam deze wedloop waar want ze schreef met sombere vermoedens hierover in haar dagboek: "Deze jaloezie tussen R(osamund) en V(iolet) loopt nog eens slecht af". Violet was degene die aan het langste eind trok, wat ook logisch was want Vita had iemand nodig met dezelfde zo niet grotere intellectuele capaciteit als zijzelf en niet het soort speelgoedbeest met het verstand van een teddybeer zoals zij Rosamund ervoer.
Hun relatie duurde tot Vita ging trouwen. Rosamund was toen een van de bruidsmeisjes.
Vita schreef aan Harold Nicolson: "Je zou toch heel wat gelukkiger zijn met iemand als Rosamund, ik bedoel niet Rosamund zelf, mais dans ce genre la, iemand die je erg nodig heeft en heel zacht is en aanhankelijk is".
Vita's liefde voor Rosamund bekoelde zo langzamerhand en Rosamund was half verloofd met iemand van de marine, Reggie Raikes geheten, die zij toen in Dartmouth had ontmoet en met wie zij later mee naar Long Barn ging.
Rosamund stuurde een briefje naar Vita: "Als de moeder van Vita liever de naam Benedict had voor haar kleinkind, dat het haar niets kon schelen", en ze adviseerde Vita, haar moeder gelijk te geven.
Op 20 september 1914 werden Rosamund, Olive, en Violet Trefusis "op hun sarcastische verzoek" Benedict Nicolsons peettantes.